# Iriée Zamblé

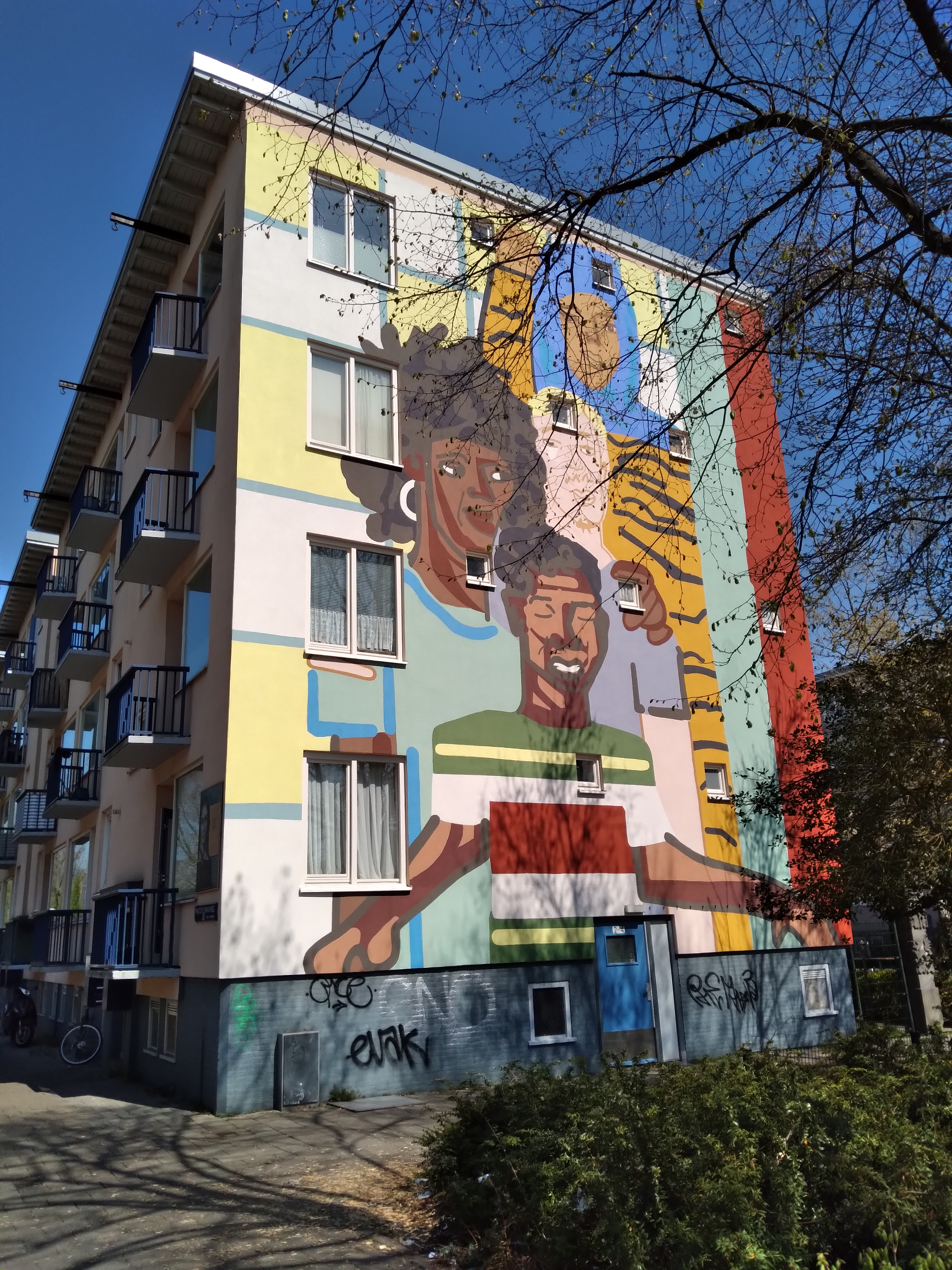
Four peas in a pod, een werk van Zamblé

Iriée Zamblé (Amsterdam, 1995) is een Nederlands beeldend kunstenaar.
Ze studeerde aan de Hogeschool voor de Kunsten Utrecht en studeerde af met een klein portret van 50 bij 35 centimeter. Ze werd artist in residence van het Mauritshuis en won de Koninklijke Prijs voor Vrije Schilderkunst 2022.
Een opdracht van geheel andere orde kwam voort uit een soort wedstrijd in het kader van het Amsterdamse project Muren van West. Haar inzending voor een muurschildering resulteerde in het kunstwerk Four peas in a pod. Ze gaf workshops in het Van Gogh Museum (2019) en het Rijksmuseum. Zamblé maakte in 2022 samen met Linda van der Vleuten en Bruce Tsai-Meu-Chong de muurschildering Birds eye view of the works voor/in het trappenhuis van het Stedelijk Museum Schiedam.
Zamblé maakt zich in haar werk hard voor de gekleurde mens, die door de eeuwen heen maar weinig zijn afgebeeld in de kunst. Ze zag dat overigens ook al terug bij haar opleiding.
Eind 2023 werd zij verkozen tot Talent van het Jaar 2024.